# L'Or des Incas (roman)
L'Or des Incas (titre original : Inca Gold) est un roman policier américain de Clive Cussler paru en 1994.

## Résumé
1532 : Les derniers survivants d'un peuple décimé cachent un somptueux trésor : la chaîne d'or du dernier roi Inca, si lourde qu'il faut deux cents hommes pour la porter.
1998 : Shannon Kelsey, intrépide et séduisante archéologue, parcourt le Pérou avec son équipe, n'hésitant pas à plonger dans les profondeurs d'un puits sacré... Mais l'or des Incas suscite d'autres convoitises, bien peu scientifiques, celles en particulier d'un réseau mondial de trafiquants d’œuvres d"art, décidé à tout pour atteindre ses fins.
Dirk Pitt, l'homme aux yeux verts, héros de Cyclope, de trésors et d'autres best-sellers de Clive Cussler, se trouve là au bon moment...

## Personnages
- Dirk Pitt
- Al Giordino
- Loren Smith
- James Sandecker
- Rudi Gunn

## Lieux de l'histoire
- Pérou
- Ville de Washington
- État de Californie
- Mer de Cortés (Baie de Californie)